# Trofeo Melinda 2000
Il Trofeo Melinda 2000, nona edizione della corsa, si svolse il 31 agosto 2000 su un percorso di 200,6 km, con partenza da Malé e arrivo a Fondo. La vittoria fu appannaggio dello sloveno Gorazd Štangelj, il quale completò il percorso in 5h20'26", alla media di 37,562 km/h, precedendo gli italiani Michele Bartoli e Oscar Mason.

## Ordine d'arrivo (Top 10)
| Pos. | Corridore          | Squadra       | Tempo    |
| ---- | ------------------ | ------------- | -------- |
| 1    | Gorazd Štangelj    | Liquigas      | 5h20'26" |
| 2    | Michele Bartoli    | Mapei         | a 20"    |
| 3    | Oscar Mason        | Mercatone Uno | a 29"    |
| 4    | Niki Aebersold     | Rabobank      | a 50"    |
| 5    | Michele Coppolillo | Mercatone Uno | a 1'00"  |
| 6    | Denis Lunghi       | Colpack       | a 1'30"  |
| 7    | Massimo Cigana     | Mercatone Uno | a 3'40"  |
| 8    | Dario Frigo        | Fassa Bortolo | a 3'50"  |
| 9    | Gianluca Valoti    | Colpack       | s.t.     |
| 10   | Beat Zberg         | Rabobank      | s.t.     |